# Torneio de Wimbledon de 2006
O Torneio de Wimbledon de 2006 foi um torneio de tênis disputado nas quadras de grama do All England Lawn Tennis and Croquet Club, no bairro de Wimbledon, em Londres, no Reino Unido, entre 26 de junho e 9 e julho. Corresponde à 39ª edição da era aberta e à 120ª de todos os tempos.

## Cabeças de chave

### Simples

#### Masculino
| 1. Roger Federer, (Campeão) 2. Rafael Nadal, (Final) 3. Andy Roddick, (3ª rodada) 4. David Nalbandian, (3ª rodada) 5. Ivan Ljubičić, (3ª rodada) 6. Lleyton Hewitt, (Quartas-de-final) 7. Mario Ancic, (Quartas-de-final) 8. James Blake, (3ª rodada) 9. Nikolay Davydenko, (1ª rodada) 10. Fernando González, (3ª rodada) 11. Tommy Robredo, (2ª rodada) 12. Thomas Johansson, (2ª rodada) 13. Tomáš Berdych, (4ª rodada) 14. Radek Štěpánek, (Quartas-de-final) 15. Sébastien Grosjean, (3ª rodada) 16. Gastón Gaudio, (2ª rodada) | 1. Robby Ginepri, (1ª rodada) 2. Marcos Baghdatis, (Semi-final) 3. Tommy Haas, (3ª rodada) 4. Dominik Hrbatý, (1ª rodada) 5. Gaël Monfils, (1ª rodada) 6. Jarkko Nieminen, (Quartas-de-final) 7. David Ferrer, (4ª rodada) 8. Juan Carlos Ferrero, (3ª rodada) 9. Andre Agassi, (3ª rodada) 10. Olivier Rochus, (3ª rodada) 11. Dmitry Tursunov, (4ª rodada) 12. Fernando Verdasco, (4ª rodada) 13. Paradorn Srichaphan, (1ª rodada) 14. Kristof Vliegen, (2ª rodada) 15. Nicolas Massú, (1ª rodada) 16. Paul-Henri Mathieu, (1ª rodada) |

#### Feminino
| 1. Amélie Mauresmo, (Campeã) 2. Kim Clijsters, (Semi-Final) 3. Justine Henin-Hardenne, (Final) 4. Maria Sharapova, (Semi-Final) 5. Svetlana Kuznetsova, (3ª rodada) 6. Venus Williams, (3ª rodada) 7. Elena Dementieva, (Quartas-de-final) 8. Patty Schnyder, (2ª rodada) 9. Anastasia Myskina, (Quartas-de-final) 10. Nicole Vaidišová, (4ª rodada) 11. Francesca Schiavone, (1ª rodada) 12. Martina Hingis, (3ª rodada) 13. Anna-Lena Grönefeld, (1ª rodada) 14. Dinara Safina, (3ª rodada) 15. Daniela Hantuchová, (4ª rodada) 16. Flavia Pennetta, (4ª rodada) | 1. Maria Kirilenko, (1ª rodada) 2. Ai Sugiyama, (4ª rodada) 3. Ana Ivanović, (4ª rodada) 4. Shahar Pe'er, (2ª rodada) 5. Katarina Srebotnik, (3ª rodada) 6. Nathalie Dechy, (1ª rodada) 7. Anabel Medina Garrigues, (3ª rodada) 8. Marion Bartoli, (2ª rodada) 9. Elena Likhovtseva, (3ª rodada) 10. Jelena Janković, (4ª rodada) 11. Li Na, (Quartas-de-final) 12. Sofia Arvidsson, (1ª rodada) 13. Tatiana Golovin, (2ª rodada) 14. Anna Chakvetadze, (3ª rodada) 15. Gisela Dulko, (3ª rodada) 16. Mara Santangelo, (1ª rodada) |

## Finais

### Profissional
| Categoria | Evento    | Campeã(s)(o/ões)        | Vice-campeã(s)(o/ões)               | Resultado            | Chave(s)  | Chave(s)       |
| --------- | --------- | ----------------------- | ----------------------------------- | -------------------- | --------- | -------------- |
| Simples   | Masculino | Roger Federer           | Rafael Nadal                        | 6–0, 7–65, 26–7, 6–3 | principal | qualificatório |
| Simples   | Feminino  | Amélie Mauresmo         | Justine Henin-Hardenne              | 2–6, 6–3, 6–4        | principal | qualificatório |
| Duplas    | Masculino | Bob Bryan Mike Bryan    | Fabrice Santoro Nenad Zimonjić      | 6–3, 4–6, 6–4, 6–2   | principal | qualificatório |
| Duplas    | Feminino  | Yan Zi Zheng Jie        | Virginia Ruano Pascual Paola Suárez | 6–3, 3–6, 6–2        | principal | qualificatório |
| Duplas    | Misto     | Andy Ram Vera Zvonareva | Bob Bryan Venus Williams            | 6–3, 6–2             | principal | principal      |

### Juvenil
| Categoria | Evento    | Campeã(s)(o/ões)                          | Vice-campeã(s)(o/ões)                   | Resultado     | Chave(s)  | Chave(s)       |
| --------- | --------- | ----------------------------------------- | --------------------------------------- | ------------- | --------- | -------------- |
| Simples   | Masculino | Thiemo de Bakker                          | Marcin Gawron                           | 6–2, 7–64     | principal | qualificatório |
| Simples   | Feminino  | Caroline Wozniacki                        | Magdaléna Rybáriková                    | 3–6, 6–1, 6–3 | principal | qualificatório |
| Duplas    | Masculino | Kellen Damico Nathaniel Schnugg           | Martin Kližan Andrej Martin             | 7–67, 6–2     | principal | principal      |
| Duplas    | Feminino  | Alisa Kleybanova Anastasia Pavlyuchenkova | Kristina Antoniychuk Alexandra Dulgheru | 6–1, 6–2      | principal | principal      |

### Cadeirante
| Categoria | Evento    | Campeã(s)(o/ões)             | Vice-campeã(s)(o/ões)           | Resultado | Chave     |
| --------- | --------- | ---------------------------- | ------------------------------- | --------- | --------- |
| Duplas    | Masculino | Shingo Kunieda Satoshi Saida | Michaël Jeremiasz Jayant Mistry | 7–5, 6–2  | principal |

### Outros eventos
| Categoria         | Evento           | Campeã(s)(o/ões)               | Vice-campeã(s)(o/ões)         | Resultado       | Chave     |           |
| ----------------- | ---------------- | ------------------------------ | ----------------------------- | --------------- | --------- | --------- |
| Duplas convidadas | Masculino sênior | Kevin Curren Johan Kriek       | Peter McNamara Paul McNamee   | 7–5, 86–7, 7–69 | principal | principal |
| Duplas convidadas | Masculino        | Todd Woodbridge Mark Woodforde | T. J. Middleton David Wheaton | 56–7, 7–5, 7–64 | principal | principal |
| Duplas convidadas | Feminino         | Rosalyn Nideffer Jana Novotná  | Tracy Austin Nathalie Tauziat | 6–4, 6–3        | principal | principal |